# Michael Obiku
Michael Obiku (* 24. září 1968) je bývalý nigerijský fotbalista.

## Reprezentace
Michael Obiku odehrál 4 reprezentační utkání. S nigerijskou reprezentací se zúčastnil letních olympijských her 1988.

## Statistiky
| Nigérie | Nigérie | Nigérie |
| Roky    | Záp.    | Góly    |
| ------- | ------- | ------- |
| 1988    |         |         |
| 1989    | 3       | 1       |
| 1990    | 0       | 0       |
| 1991    | 0       | 0       |
| 1992    | 0       | 0       |
| 1993    | 1       | 0       |
| Celkem  | 4+      | 1+      |